# Inmarsat B
Inmarsat B war ein Kommunikationsdienst, der vom Kommunikationsdienstleister Inmarsat angeboten wurde.
Inmarsat B kam 1993 als Weiterentwicklung von Inmarsat A auf den Markt. Genau wie es bei Inmarsat A möglich war bot Inmarsat B
- Telefonie / Sprechverbindung
- Fax
- Datenübertragung (z. B. Internet) mit 9,6 – 64 kbit/s.

Im Gegensatz zu Inmarsat A war Inmarsat B jedoch digital und GMDSS-kompatibel.
Inmarsat B wurde am 30. Dezember 2016 eingestellt.